# Милан Марковић Матис
Милан Марковић Матис (Београд, 1978) српски је сценариста, драматург, драмски писац и сценски извођач.

## Биографија
Основне и мастер студије драматургије завршио је на Факултету драмских уметности у Београду.
Поред рада на филму, телевизији и у институционалном позоришту, активан је на и на независној сцени извођачких уметности као и сцени савременог плеса. Позоришне драме су му извођене у Србији, Словенији, Хрватској, Литванији и Енглеској и објављене на босанском, енглеском, словеначком, српском и немачком језику. Као драматург је радио на представама у Словенији, Србији, Хрватској, Данској, Италији и Немачкој. Писао је сценарије за телевизијске серије "Јутро ће променити све". (Радио телевизија Србије 2019) и "Отворена врата" (Прва српска телевизија 2014). Со-оснивач је љубљанског завода Мелара. Живи у Љубљани.
2012. године Милан Марковић Матис и Маја Пелевић учланили су се у Демократску странку Србије, Уједињене регионе Србије, Социјалдемократску партију, Демократску странку, Либерално демократску партију, Српску напредну странку и Социјалистичку партију Србије. Врло брзо након учлањења постали су чланови већине Савета за културу а у неким партијама су доспели и на кадровску листу. О свом ускуству су исте године направили перформанс Они живе.

## Ауторски стил
Жири Михизове награде за његов ауторски стил наводи: "У Марковићевим драмама преплићу се фантастика са црним хумором, иронија са психолошким анализама и наглашен критички ангажман са експерименталном, али увек сценски атрактивном формом."
Жири који је одлучивао о додели Грун Филипичеве награде пише да Марковића у раду у позоришту "интересују идеолошка трења, којима се посвећује доследно и студиозно, при чему гледаоцу често поставља бројне мисаоне ребусе, загонетке које сежу у срж актуелних друштвених проблема.

## Драмски текстови
- "Клупа"
- "Нова росјачка опера" (по Џону Геју)
- "Добро јутро г. Зеко"
- "Зелена кућа"
- "Добар дечак"
- "Пази вамо" (Загреб гори)
- "Чишћење идиота"
- "Да нам живи рад" (са Анђелком Николић)
- "Фејкбук" (са Мајом Пелевић, Филипом Вујошевићем и Миленом Мињом Богавац)
- "Маја и ја и Маја" (по роману Сретена Угричића)
- "Идемо испочетка" (са Аном Дубљевић)
- "Дан после" (са групом аутора)
- "Цемент Београд"

## Ауторске адаптације
- 2011 „Ожалошћена породица“ Бранислава Нушића (режија Бојана Лазић, Народно позориште Шабац)
- 2014 “Хрватски бог Марс” Мирослава Крлеже (режија Себастијан Хорват, Казалиште Гавела, Загреб)
- 2015 "Над гробом глупе Европе" Мирослава Крлеже (режија Себастијан Хорват, ХНК Ријека)
- 2015 “Слуге” Ивана Цанкара (режија Себастијан Хорват, ССГ Трст)
- 2017 “Теорема” Пјера Паола Пазолинија (режија Себастијан Хорват, ССГ Трст)
- 2018 “Микеланђело” Мирослава Крлеже (режија Себастијан Хорват, ХНК Ријека и Дубровачке летње игре)
- 2019 "Али: Страх једе душу " Рајнера Вернера Фазбиндера (режија Себастијан Хорват, СНГ Драма, Љубљана)
- 2020 "Цемент" Хејнера Милера (режија Себастијан Хорват, ЗКМ, Загреб)
- 2021 "Цемент" Хејнера Милера (режија Себастијан Хорват, СНГ Драма, Љубљана)

## Награде
- 2013 Награда Борислав Михајловић Михиз[6]
- 2016 Шелигова награда, за представу “Слуге” (Недеља словеначке драме, Крањ)
- 2019 Признање за промоцијy важних социолошких тема у широј јавности (Словеначко социолошко друштво)
- 2019 Награда критике, за представy "Али: Страх једе душу" (Borštnikovo srečanje, Марибор)
- 2019 Битеф фестивал - Гран при, за представу "Али: Страх једе душу"
- 2019 Битеф фестивал - награда критике, за представу "Али: Страх једе душу"
- 2019 Битеф фестивал - награда публике, за представу "Али: Страх једе душу"
- 2021 Битеф фестивал - Гран при, за представу "Цемент, Београд"
- 2021 Грун-Филипичева награда, за достигнућа на подручју драматургије и театрологије (Недеља словеначке драме, Крањ)